# Polyacme peristrigata
Polyacme peristrigata är en fjärilsart som beskrevs av W. Warren 1906. Polyacme peristrigata ingår i släktet Polyacme och familjen mätare. Inga underarter finns listade i Catalogue of Life.